# Grb Iraka
Grb Iraka sastoji se od Saladinovog orla, na čijim se prsima nalazi zastava Iraka. Orao drži natpis "الجمهورية العراقية" (Republika Irak). 

## Također pogledajte
- Zastava Iraka